# Johnny Vicari
Johnny Vicari (4 aprile 1958) è un ex sciatore alpino italiano.

## Biografia
Specialista della discesa libera originario di Champoluc di Ayas, Vicari ai Campionati italiani vinse la medaglia di bronzo nel 1978, mentre in Coppa del Mondo ottenenne il miglior piazzamento il 1º febbraio 1979 a Villars-sur-Ollon (15º); non prese parte a rassegne olimpiche né ottenne piazzamenti ai Campionati mondiali.

## Palmarès

### Coppa del Mondo
- Miglior piazzamento in classifica generale: 75º nel 1979

### Campionati italiani
- 1 medaglia[1]:
  - 1 bronzo (discesa libera nel 1978)